# Photonectes albipennis
Photonectes albipennis és una espècie de peix de la família dels estòmids i de l'ordre dels estomiformes present des de Sud-àfrica fins al Japó,
Austràlia,
Hawaii,
la Polinèsia Francesa i el Mar de la Xina Meridional.
Els mascles poden assolir 30 cm de longitud total.
És un peix marí i d'aigües profundes que viu entre 120-800 m de fondària.